# Казиахмедов, Феликс Гаджиахмедович
Феликс Гаджиахмедович Казиахмедов  (10 марта 1964, Тркал, Хивский район, Дагестанская АССР, РСФСР, СССР) — российский политик, экономист. С 2000 по 2010 годы глава муниципального образования городской округ «город Дербент».

## Биография
Родился 10 марта 1964 года в селе Тркал Хивского района Дагестанской АССР. По национальности — лезгин. С 1970 года проживает в Дербенте. В 1971-1981 годах учился в средней школе №3 и окончил ее с отличием. В 1981-1986 годах учился на экономическом факультете Дагестанского государственного университета. Трудовую деятельность начал в августе 1986 года диспетчером завода «Электросигнал» в Дербенте. В 1987-1991 годах возглавлял Комитет комсомола с правами РК ВЛКСМ этого же завода. В 1991-1992 годах работал директором МПКП «Ватан». В январе 1992 года был избран заместителем председателя горсовета народных депутатов. С 1994 по 2000 годы работал первым заместителем главы администрации Дербента. В 1997 году с отличием окончил Российскую Академию госслужбы при Президенте РФ в Москве. В 1999 году Феликсу Казиахмедову было присвоено почетное звание «Заслуженный экономист Республики Дагестан». В июне 2000 года Государственным Советом Республики Дагестан Феликс Казиахмедов был назначен исполняющим обязанности, а в августе 2000 года избран главой администрации Дербента. В 2001 году Феликс Казиахмедов был избран депутатом Дербентского городского собрания. С 2004 года Казиахмедов избран глава администрации Дербента. 11 октября 2009 года вновь переизбран на этот пост. 9 апреля 2010 года по собственному желанию ушёл в отставку и представил Имама Яралиева в качестве и.о. главы Дербента. В 2014 году был назначен вице-президентом «Инвестторгбанка» по Северо-Кавказскому федеральному округу.

## Награды и звания
- Заслуженный экономист Республики Дагестан (1999)
- Памятная медаль ЮНЕСКО
- Кавалер ордена Дружбы (2005)[3]
- Орден «За заслуги перед Республикой Дагестан» (2024)[4]

## Личная жизнь
Женат, имеет дочь и двоих сыновей. Отец: Гаджиахмед — советский и российский педагог, был убит в 2016 году. Старший брат: Сейфутдин — заместитель начальника следственного управления СКП по Дагестану, был убит в 2009 году.